# Badminton 1954
Höhepunkt des Badmintonjahres 1954 waren die All England, die Irish Open, die Scottish Open, die Dutch Open und die French Open.
==Internationale Veranstaltungen ==
| Veranstaltung | Herreneinzel      | Dameneinzel        | Herrendoppel                   | Damendoppel                         | Mixed                            |
| ------------- | ----------------- | ------------------ | ------------------------------ | ----------------------------------- | -------------------------------- |
| All England   | Eddy Choong       | Judy Devlin        | Ooi Teik Hock Ong Poh Lim      | Sue Devlin Judy Devlin              | John Best Iris Cooley            |
| French Open   | Alistair McIntyre | Elisabeth O’Beirne | Ralph Nichols Geoffrey J. Fish | Elisabeth O’Beirne Marie Rose Wyatt | Ralph Nichols Elisabeth O’Beirne |
| Malaysia Open | Ong Poh Lim       | Cecilia Samuel     | Chan Kon Leong Lee Kee Fong    | Cecilia Samuel Phua Yoke Chin       | Chan Kon Leong Cecilia Samuel    |